# تپه کنگر شاه علیا
تپه کنگر شاه علیا مربوط به دوران پیش از تاریخ ایران باستان تا دوران‌های تاریخی پس از اسلام است و در شهرستان صحنه، روستای کنگر شاه علیا واقع شده و این اثر در تاریخ ۷ مهر ۱۳۸۱ با شمارهٔ ثبت ۶۴۵۳ به‌عنوان یکی از آثار ملی ایران به ثبت رسیده است.